# Hans Unger (målare)
Carl Friedrich Johannes (Hans) Unger, född den 26 augusti 1872 i Bautzen, död den 13 augusti 1936 i Dresden, var tysk målare. 
Unger studerade i Dresden och Paris. Han väckte uppseende genom smakfullt stiliserade kompositioner: Musa (Dresdengalleriet), Moln (museet i Magdeburg), Den heliga Cecilia (affisch), Moder och barn (hon leder barnet ut att bada, 1908, Ravenés galleri i Berlin). 